# Eutropis quadratilobus
Espèce
Synonymes
- Mabuya quadratilobus Bauer & Günther, 1992

Eutropis quadratilobus est une espèce de sauriens de la famille des Scincidae.

## Répartition
Cette espèce est endémique du Bhoutan.

## Publication originale
- Bauer & Günther, 1992 : A preliminary report on the reptile fauna of the Kingdom of Bhutan with the description of a new species of scincid lizard (Reptilia: Scincidae). Asiatic Herpetological Research, vol. 4, p. 23-36 (texte intégral).